# Batman: Arkham Origins
Pour les articles homonymes, voir Batman (homonymie).
Batman: Arkham Origins est un jeu vidéo d'action-aventure développé par Warner Bros. Games Montréal et édité par Warner Bros. Interactive Entertainment, sorti le 25 octobre 2013 sur Xbox 360, PlayStation 3, Windows, Wii U (et Xbox One via rétrocompatibilitée).
Troisième volet de la franchise Batman: Arkham, le jeu fait office de préquelle aux deux précédents volets, Batman: Arkham Asylum sorti en 2009, et Batman: Arkham City sorti en 2011. Il s'agit également du seul jeu de la série à être développé par Warner Bros. Games Montréal et non par Rocksteady Studios. Les évènements se déroulent durant le réveillon de Noël, cinq ans avant l'émeute de l'asile d'Arkham et montre un Batman dans sa deuxième année de justicier. Ce dernier est traqué par huit assassins qui ont répondu au contrat placé sur sa tête par Roman Sionis / Black Mask. Batman est également poursuivi par les forces de police de la ville tout en étant confronté à d'autres ennemis comme le Joker, le Pingouin ou encore Anarky.
Le système de combat reste globalement le même que dans les précédents volets. Le côté détective du personnage est davantage mis en valeur grâce à la possibilité de recréer virtuellement les scènes de crimes afin de les analyser. Les combats de boss ont été conçus afin que le joueur puisse explorer plusieurs stratégies liées à l'environnement ainsi qu'aux gadgets qu'il possède.
Le jeu montrant des versions plus jeunes des personnages, certains comédiens ont été remplacés. Roger Craig Smith succède ainsi à Kevin Conroy dans le rôle de Batman tandis que Troy Baker reprend le rôle du Joker précédemment tenu par Mark Hamill. Parmi les nouveautés majeures, le titre est le premier de la franchise à intégrer un mode multijoueur.
Le jeu comporte plusieurs contenus téléchargeables additionnels qui ajoutent de nouveaux costumes et de nouvelles cartes défis, ainsi que l'extension narrative Cold, Cold Heart centrée sur Mr. Freeze. Un jeu compagnon, Batman: Arkham Origins Blackgate, est sorti sur Nintendo 3DS et PlayStation Vita tandis que NetherRealm Studios sort sur iOS et Android le jeu dérivé de type beat 'em up Batman: Arkham Origins (en). Le jeu de réalité virtuelle Batman: Arkham Shadow (en) sorti en 2024 sur Meta Quest 3 (en) fait suite au jeu.
La scène post-générique du titre sert d'introduction à l'équipe de super-vilains Suicide Squad, qui est mise en avant dans le film d'animation Batman : Assaut sur Arkham sorti en 2014 puis dans le jeu dérivé Suicide Squad: Kill the Justice League sorti en février 2024 mais développé par Rocksteady Studios. Parallèlement, Rocksteady Studios développe également la suite narrative d‘Arkham City, à savoir Batman: Arkham Knight, qui est sortie en juin 2015 et qui constitue le chapitre final de la série principale. 

## Trame

### Généralités
L'histoire se déroule durant le Réveillon de Noël dans la ville de Gotham City, plus précisément dans le vieux Gotham et le Nouveau Gotham qui sont reliées par un pont. Plusieurs lieux emblématiques de la ville sont visitables, notamment le pénitencier de Blackgate, la Batcave ou encore le G.C.P.D.

### Personnages
Le personnage incarné est Bruce Wayne / Batman (Roger Craig Smith) devenu un justicier masqué depuis environ deux ans. Il est aidé par son majordome Alfred Pennyworth (Martin Jarvis) qui lui apporte un support radio.

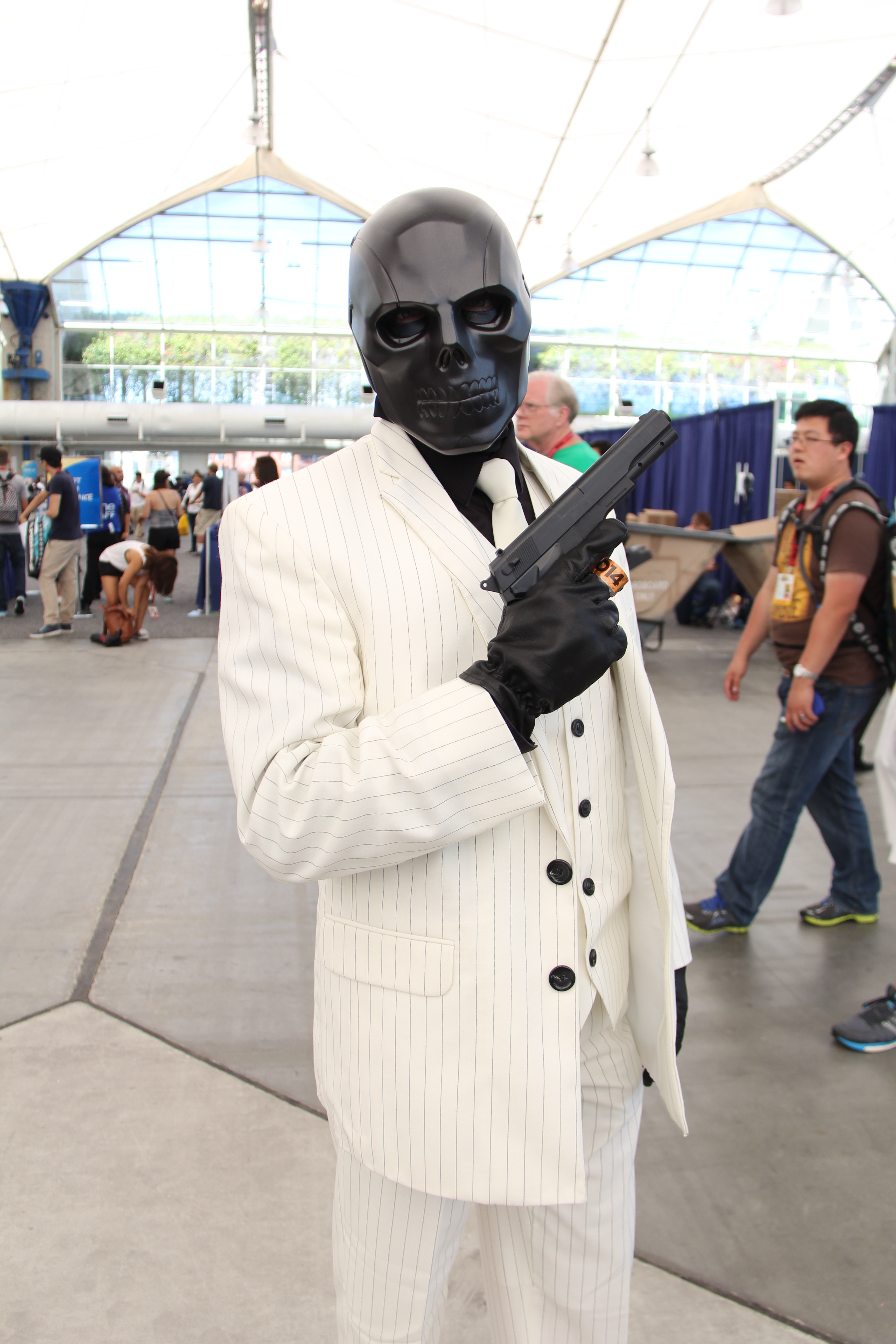
Le criminel Roman Sionis / Black Mask offre 50 millions de dollars à quiconque arrivera à mettre définitivement hors course Batman.

Batman a un contrat de 50 millions de dollars mis sur sa tête par le gangster Roman Sionis / Black Mask (Brian Bloom). Ainsi, huit assassins décident d'affronter l'homme chauve-souris afin de remporter la somme : Waylon Jones / Killer Croc (Khary Payton), un homme atteint d'une maladie de peau lui donnant l'apparence d'un crocodile ; Lester Bunchinsky / Électrocuteur (Steven Blum), un mercenaire ayant une combinaison spéciale lui permettant de créer un courant électrique mortel ; Deathstroke (Mark Rolston) un redoutable mercenaire spécialiste des armes ; Bane (J. B. Blanc) ; Copperhead (en) (Rosa Salazar), une femme-serpent possédant une souplesse extrême ainsi que des talents de gymnaste ; Firefly (Crispin Freeman (en)), un pyromane équipé d'un jet-pack ; Lady Shiva (Kelly Hu) une femme experte en art martiaux, membre de la Ligue des Assassins, qui ne prend le contrat que pour tester Batman sur ordre de son maître Ra's al Ghul ; et l'assassin Deadshot (Chris Cox (en)) connu pour rarement rater sa cible peu importe la distance.
Les autres ennemis majeurs de l'histoire sont le Joker (Troy Baker) dit le Clown Prince du Crime qui est encore inconnu par la police et par Batman ainsi que Oswald Cobblepot / Le Pingouin (Nolan North), un gangster contrôlant l'ensemble de ses activités depuis son bateau le « Final Offer ». Il a notamment kidnappé Alberto Falcone (Quinton Flynn), le fils du mafieux Carmine Falcone. Batman est également poursuivi par la police de Gotham dirigée par le commissaire ripoux Gillian B. Loeb (Jon Polito) dont font notamment partie l'indésirable capitaine James « Jim » Gordon (Michael Gough (en)), l'inspecteur Harvey Bullock (Robert Costanzo) et le chef du S.W.A.T. Branden(Chris Fries).
Les quêtes secondaires montrent notamment le Mad Hatter (Peter MacNicol) qui a kidnappé une femme du nom d'Alice et l'anarchiste Anarky (Matthew Mercer) qui a posé des bombes dans Gotham. Dans cet opus, Enigma (Wally Wingert) travaille comme chef de la division de la cybercriminalité au GCPD. Souhaitant débarrasser la ville de la corruption, il profite de son poste pour voler des données confidentielles impliquant des criminels et des personnalités publiques de Gotham et prévoit de divulguer ses données volées au public le soir de Noël, au risque de provoquer le chaos[réf. nécessaire]. Batman va également tenter de résoudre le meurtre de l'architecte Cyrus Pinkney (Maurice LaMarche).
Plusieurs autres personnages notables font leur retour, dont la fille de James Gordon, Barbara Gordon (Kelsey Lansdowne), montrée adolescente et avant qu'elle ne devienne Batgirl, puis Oracle, le Dr Harleen Quinzel (Tara Strong) avant qu'elle ne soit Harley Quinn et la journaliste Vicki Vale (Grey DeLisle) ainsi que de nouveaux personnages comme le directeur du pénitencier de Blackgate, Martin Joseph (Khary Payton), et le criminel Ricky « Loose Lips » LeBlanc (Steve Blum).
Le futur directeur de l'Asile d'Arkham Quincy Sharp (Tom Kane) et le journaliste Jack Ryder (James Horan) sont audibles durant le générique du jeu tandis qu'Amanda Waller (CCH Pounder) apparait dans une scène post-générique servant à introduire le jeu Suicide Squad: Kill the Justice League (2024),.

Portraits de certains des interprètes faisant partie de la distribution du jeu
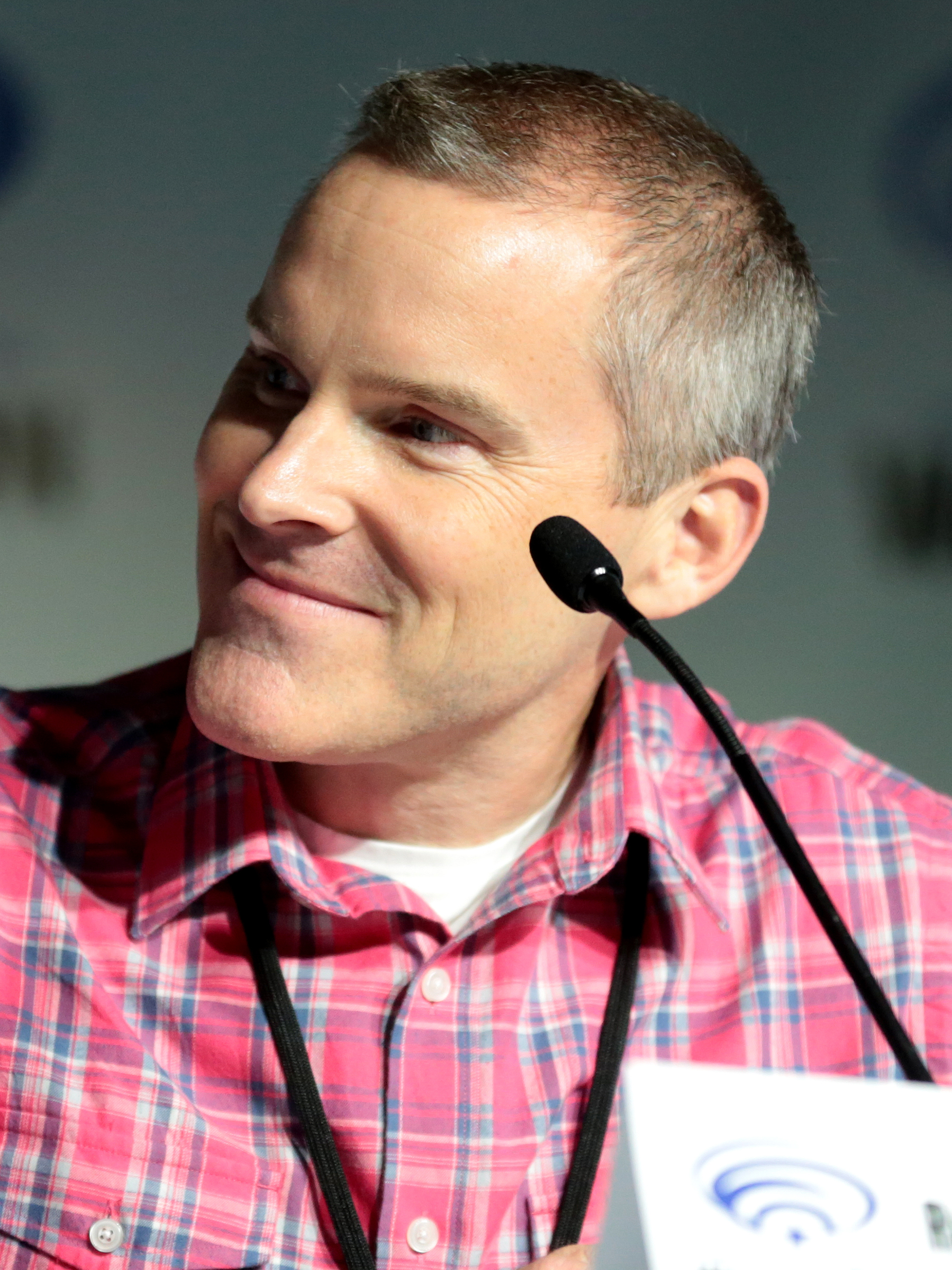
Roger Craig Smith en 2018.
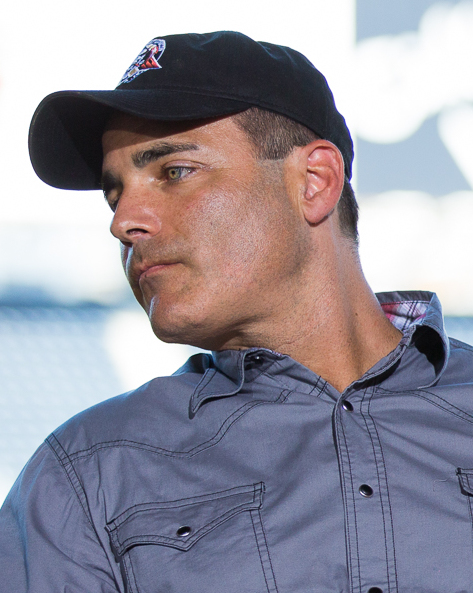
Brian Bloom en 2015.
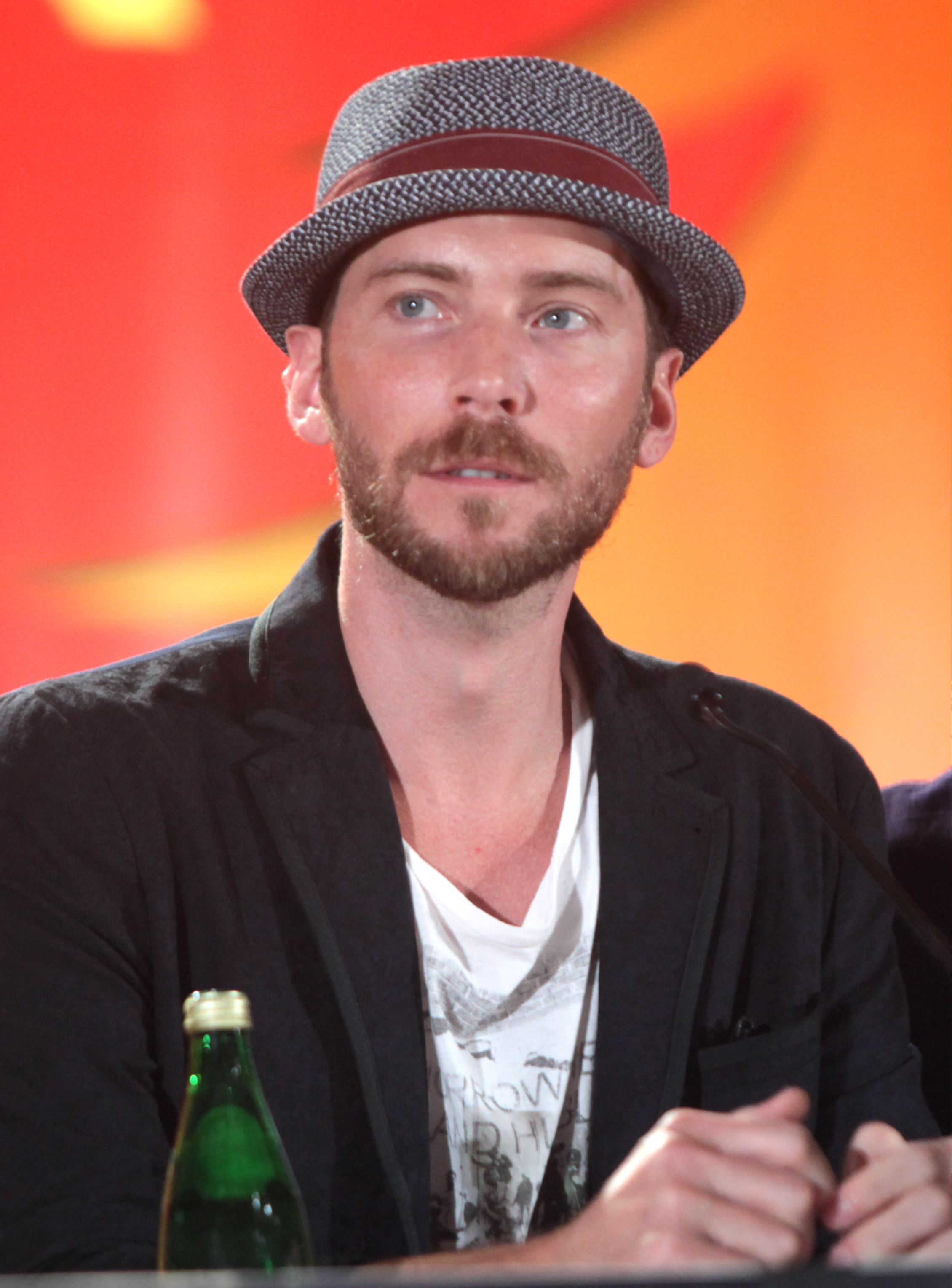
Troy Baker en 2015.
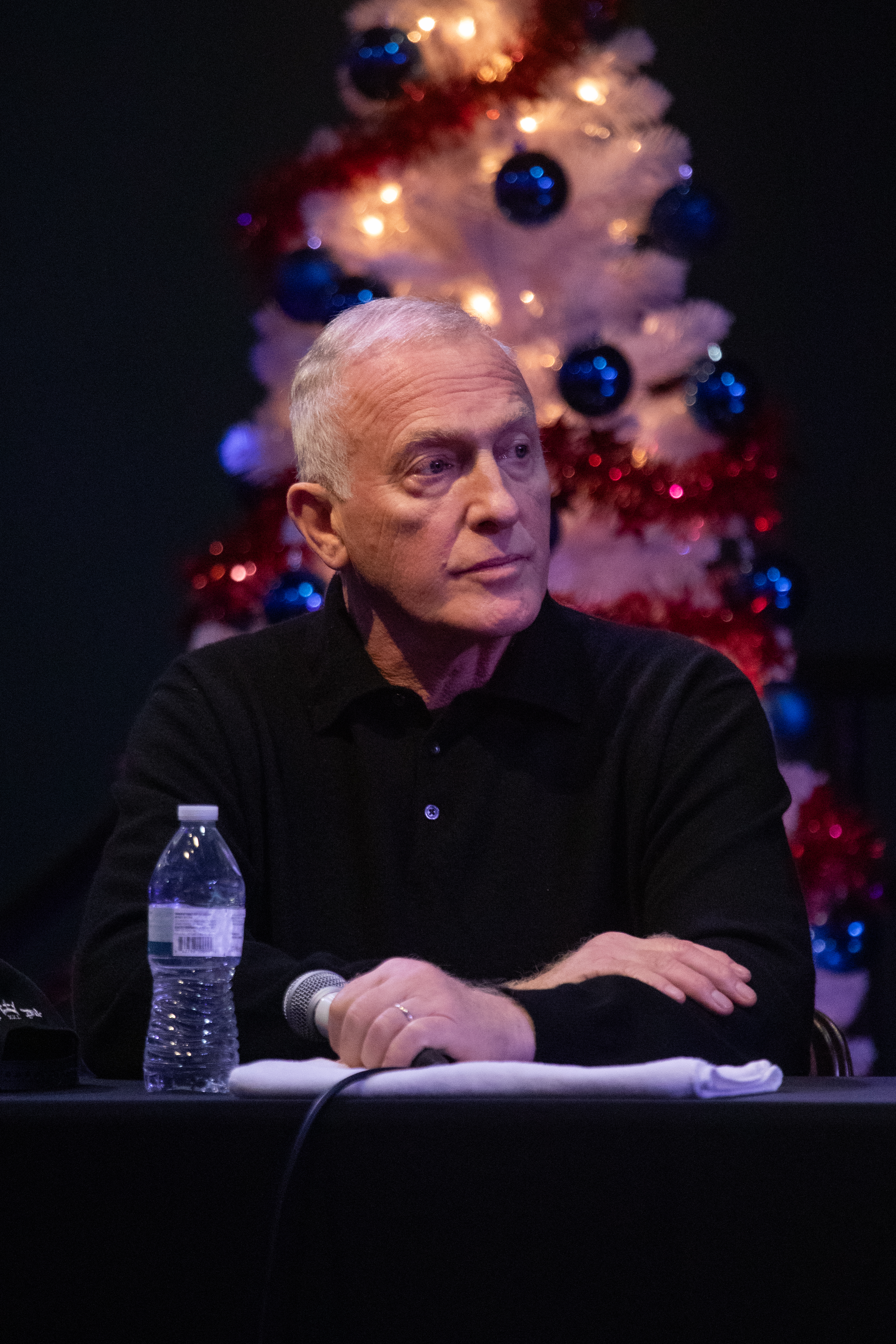
Mark Rolston en 2023.
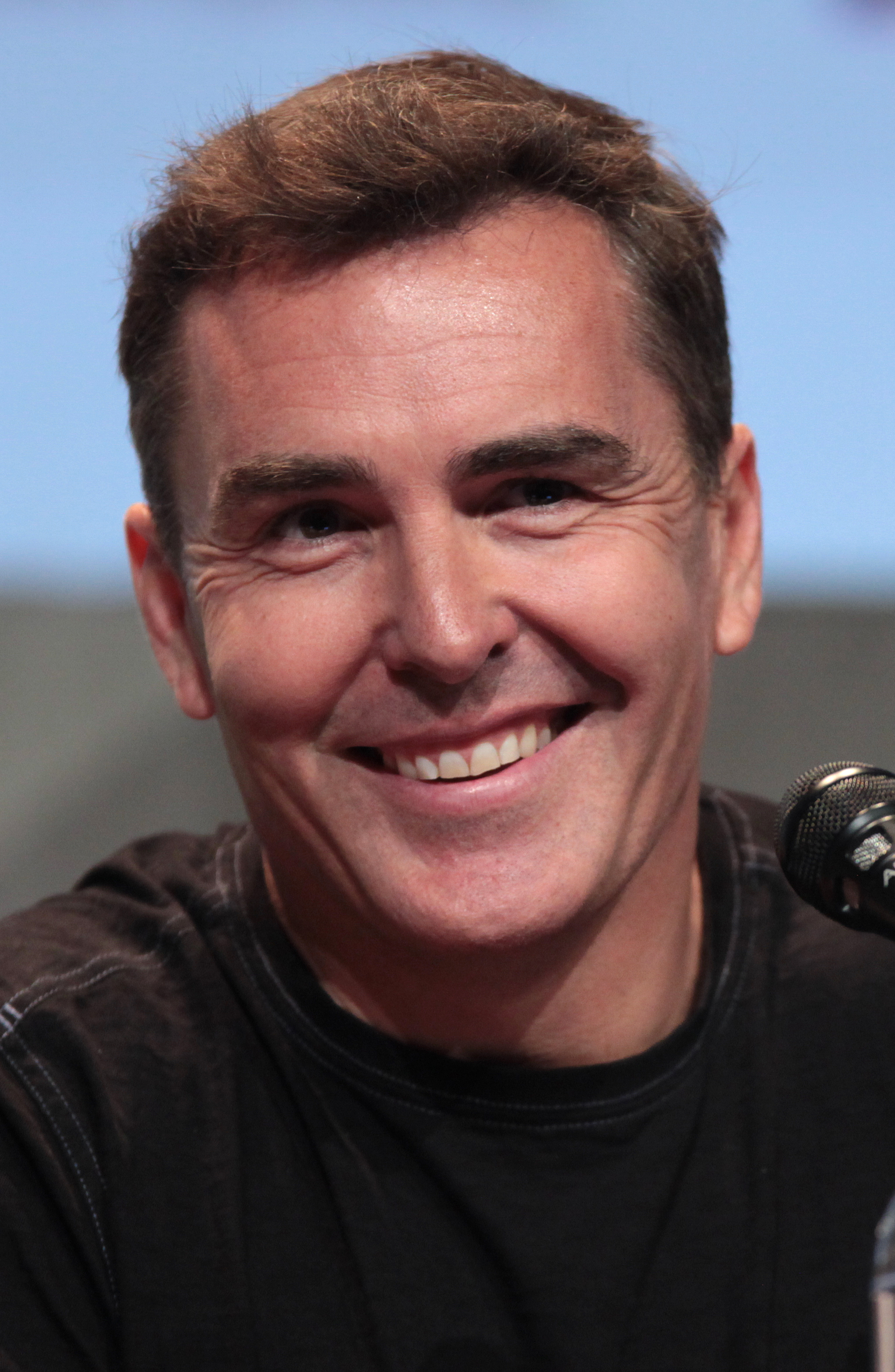
Nolan North en 2015.
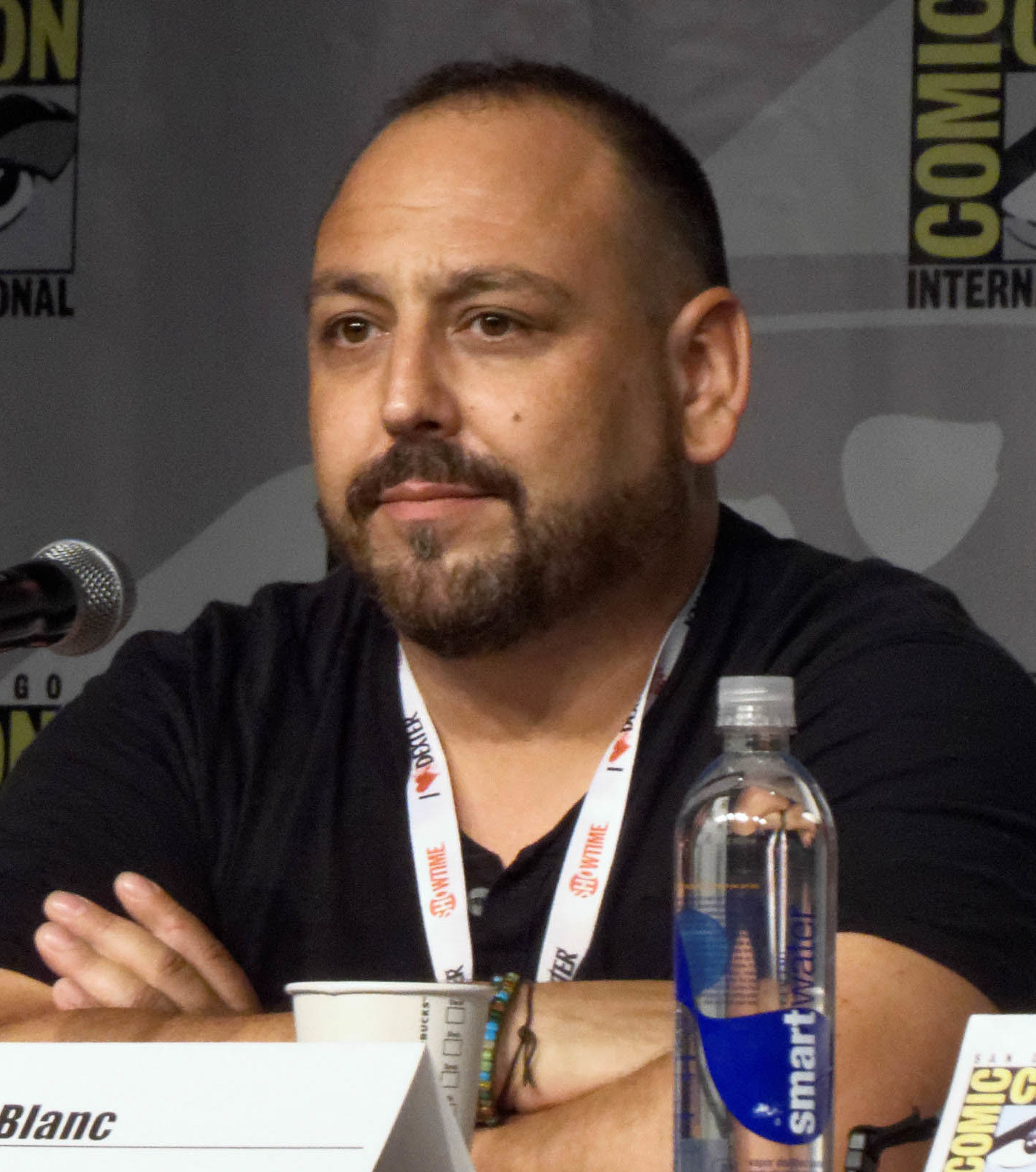
J. B. Blanc en 2013.
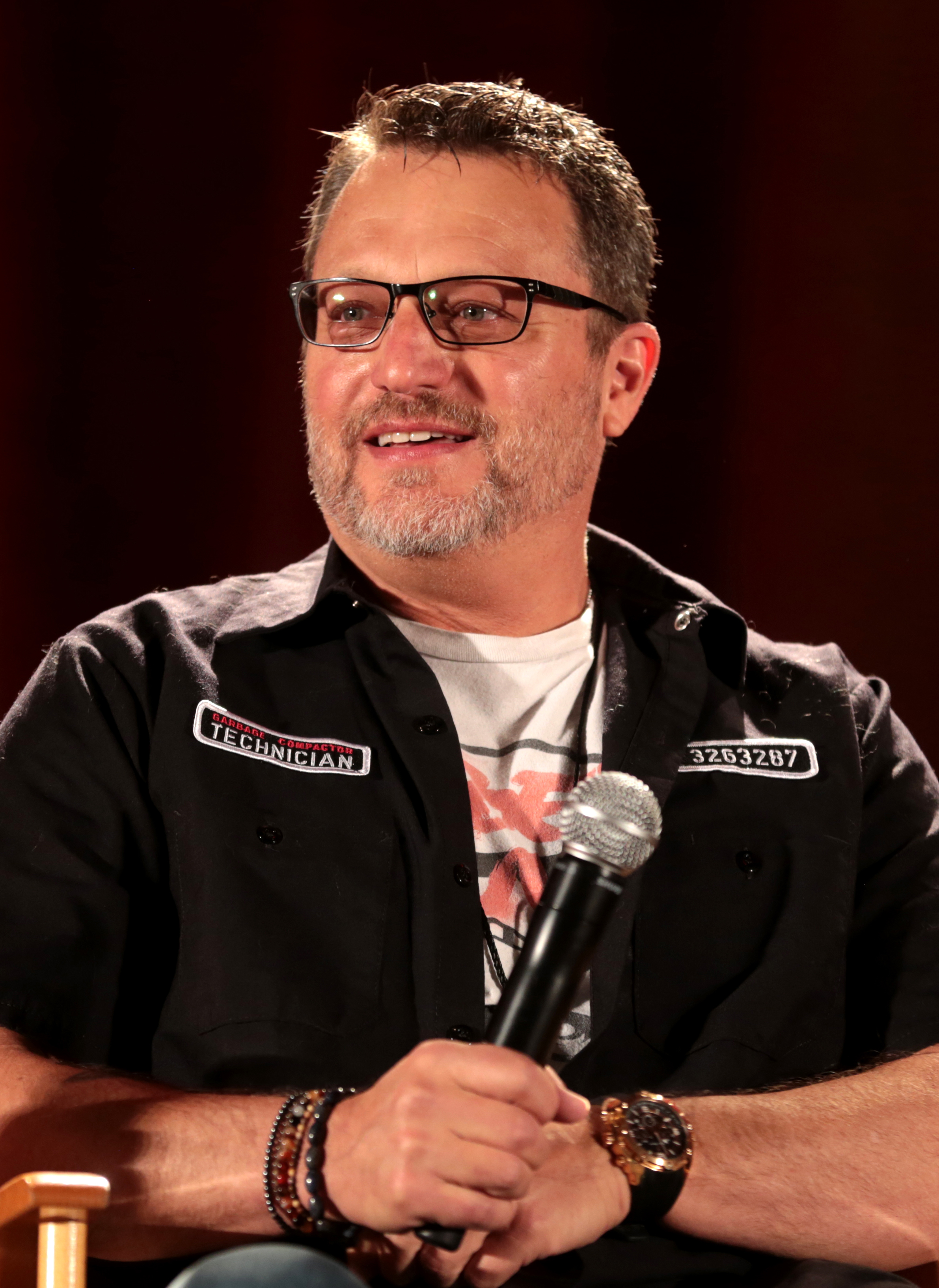
Steven Blum en 2018.
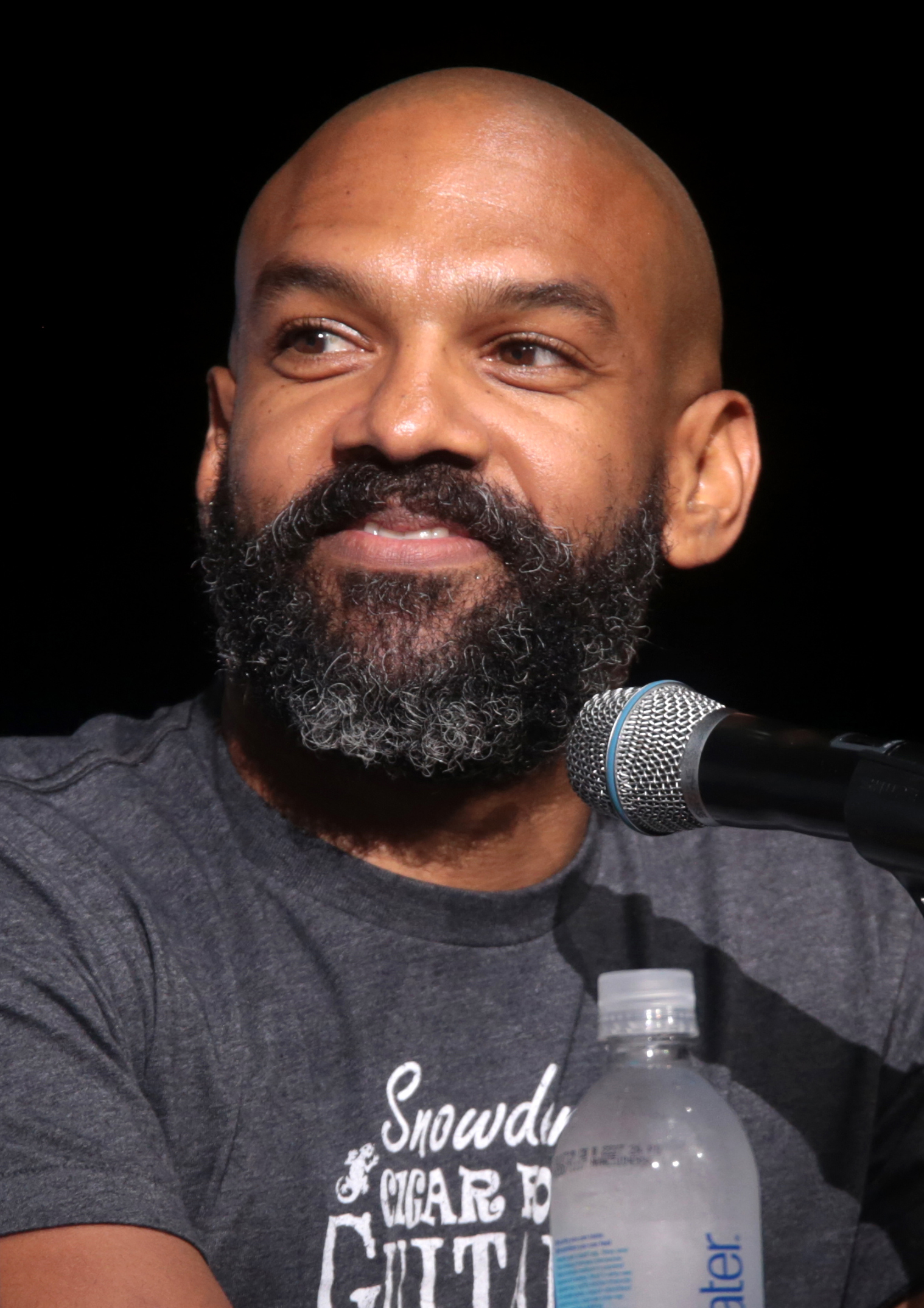
Khary Payton en 2017.
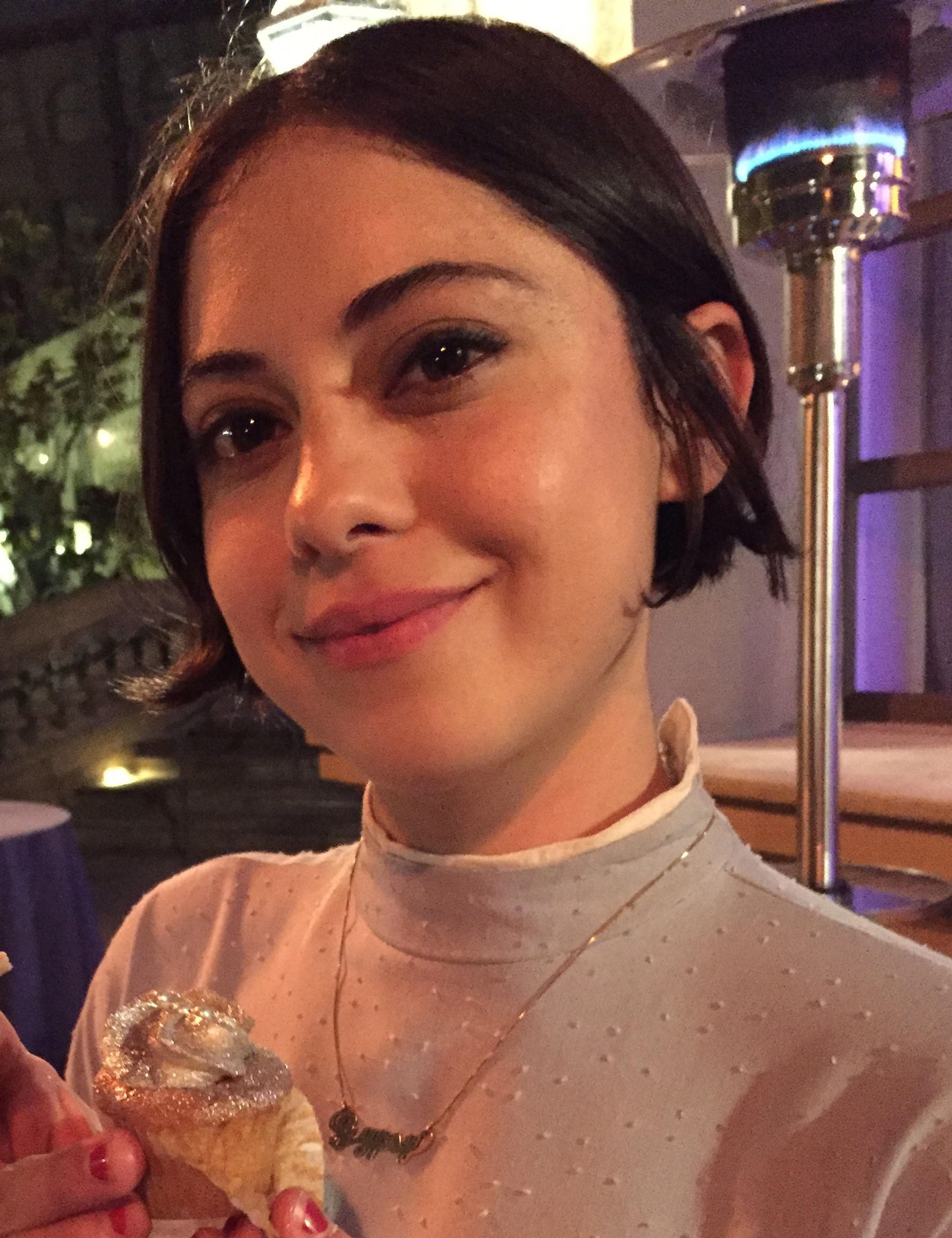
Rosa Salazar en 2016.
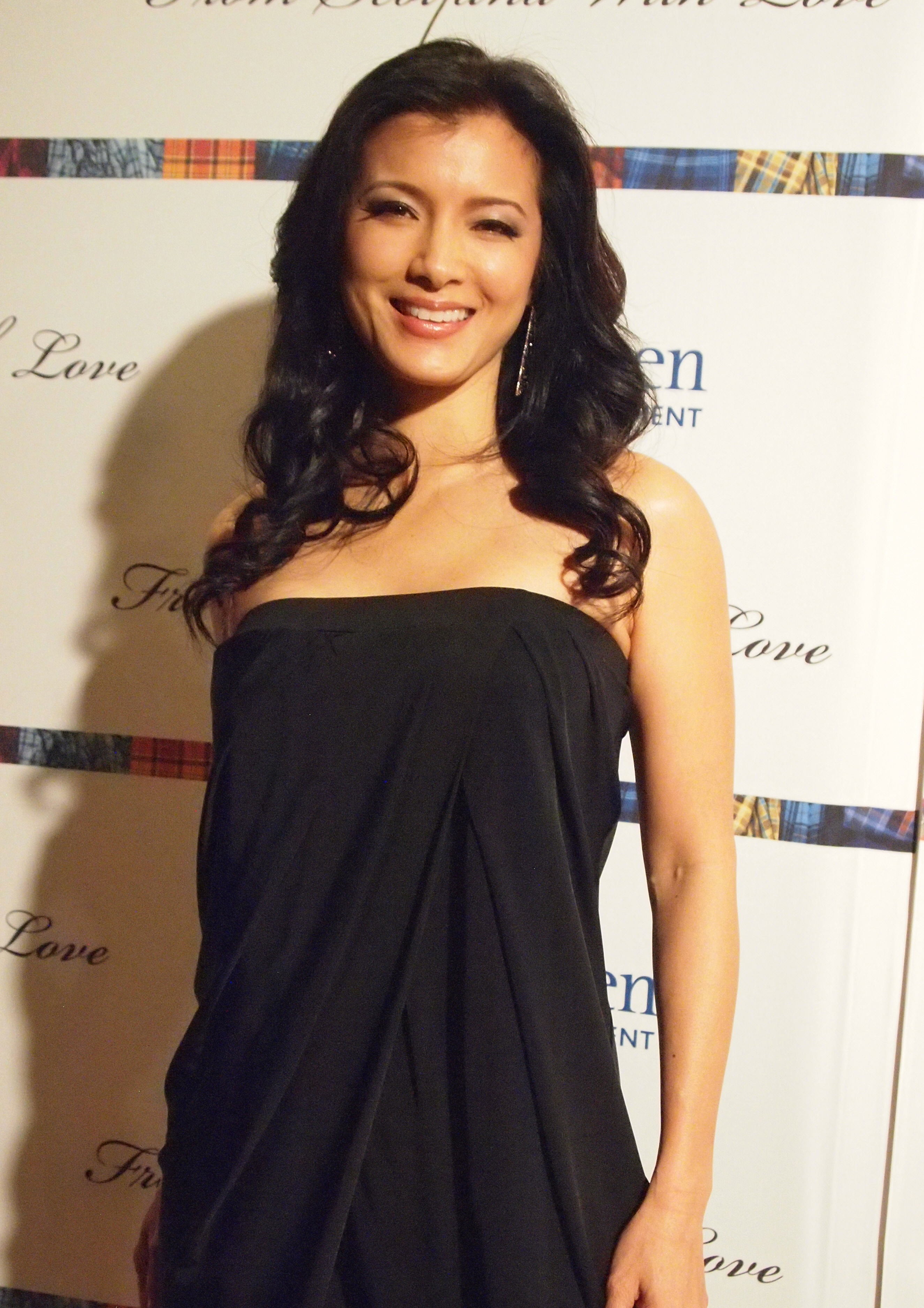
Kelly Hu en 2013.
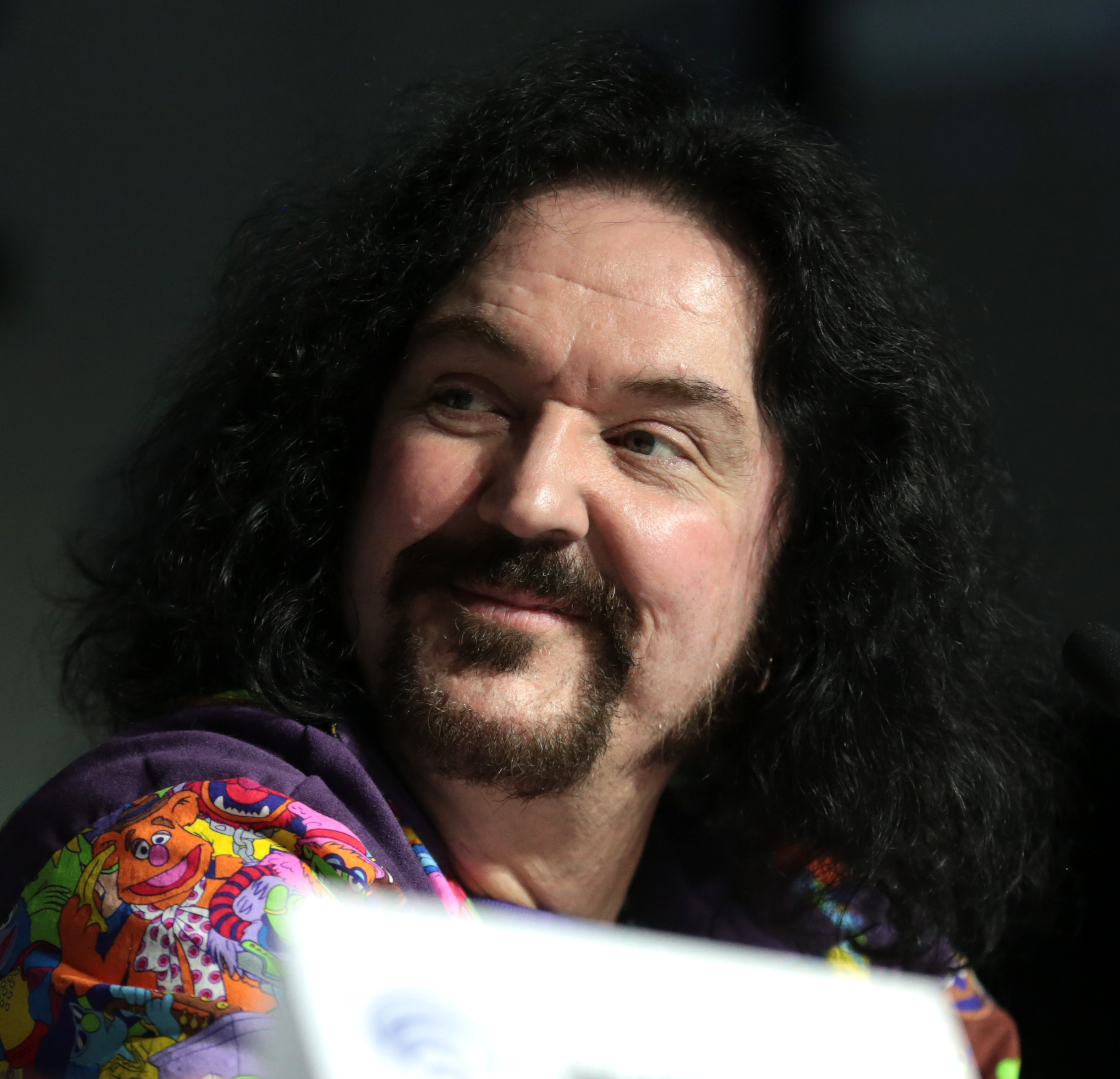
Wally Wingert en 2018.
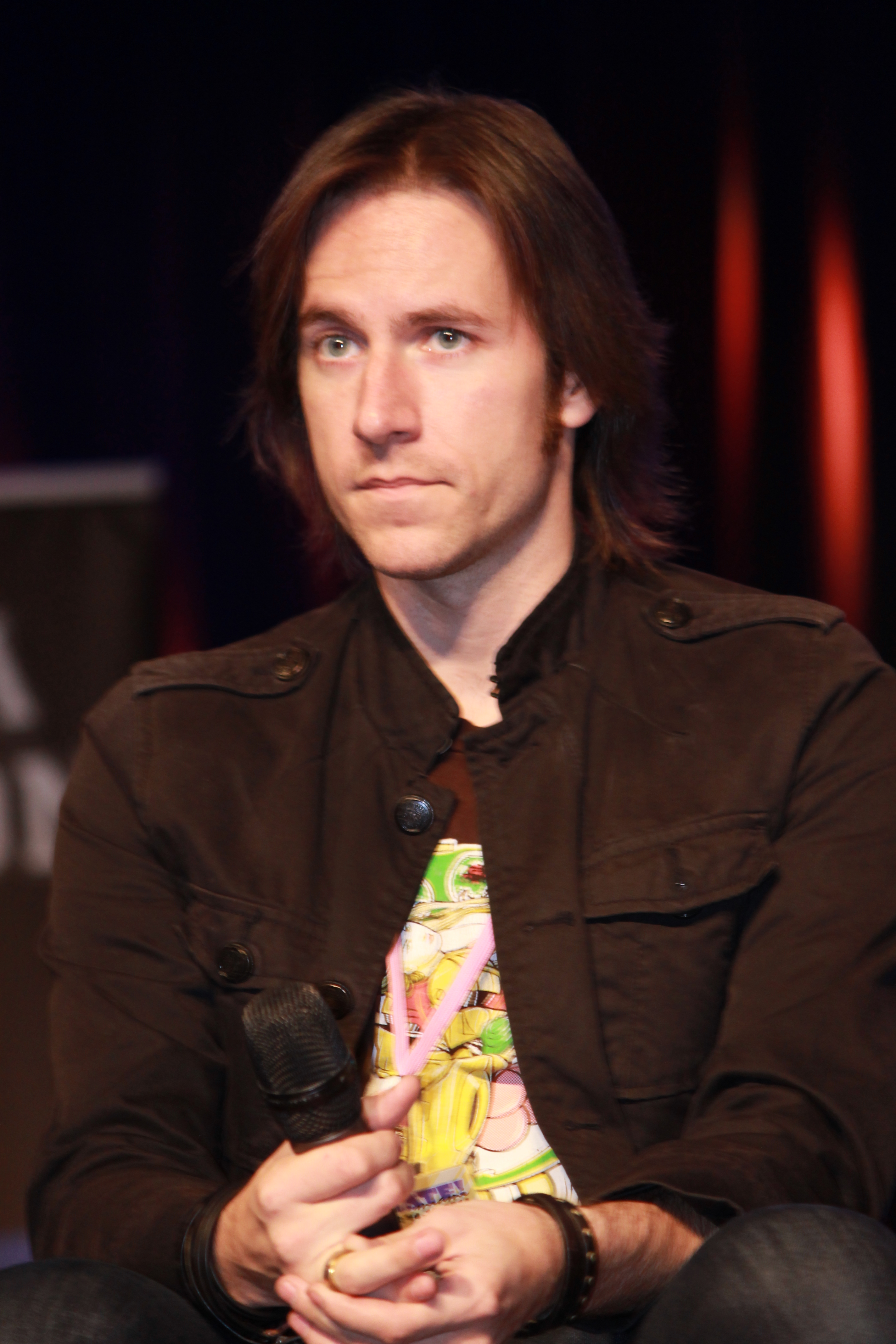
Matthew Mercer en 2014.

### Résumé
Cinq ans avant les évènements de Batman: Arkham Asylum. Batman est apparu dans les rues de Gotham City depuis deux ans, entraîné et ayant affronté plusieurs brigands mais connaissant encore mal les grands criminels de la ville. La police ne sait toujours pas si elle doit le considérer comme une aide humaine ou une légende urbaine.
La veille de Noël, Batman intervient au pénitencier de Blackgate pour une tentative d'évasion massive organisée par Black Mask, qui assassine le commissaire Loeb avant de fuir. Batman tombe sur Killer Croc, qui lui révèle au terme de leur affrontement que Black Mask a mis un contrat de 50 millions de dollars sur la tête du justicier et a engagé huit des assassins les plus dangereux pour l'exécuter. Afin de retrouver Black Mask, Batman part sur le Final Offer, le navire et repaire du Pingouin. Dans les cales, il doit affronter l'Électrocuteur et Deathstroke, avant d'apprendre par le Pingouin que Black Mask aurait été tué dans son appartement il y a plusieurs jours avec sa compagne. Batman mène l'enquête et identifie la victime comme une doublure, mise en place par Black Mask pour prévenir les actions d'un nouveau criminel : le Joker.
Batman infiltre donc les locaux du GCPD pour obtenir le dossier du Joker ainsi que des fichiers ADN pour résoudre l'affaire. Il doit faire face à un capitaine Gordon peu confiant et surtout aux membres du SWAT, décidés à obtenir les 50 millions. Grâce à la jeune Barbara Gordon, qui croit en lui, Batman exploite la base de données de la police et découvre que les hommes de Black Mask ont installé des explosifs dans la ville mais que le truand aurait été enlevé par le Joker afin d'accéder à ses moyens financiers. Dans la banque d'affaires de Gotham, Batman retrouve Black Mask, qui enlève son masque et s'avère être le Joker : le clown tueur et psychopathe a pris l'identité du truand pour prendre le contrôle de ses affaires et lancer le contrat sur le justicier. Celui-ci traque le clown jusque dans l'aciérie Sionis où il retrouve vivant Roman Sionis, mais aussi Copperhead, qu'il affronte. Le Joker est en effet parti pour l'hôtel de Gotham, où il a organisé une réunion avec les derniers assassins en liberté, tout en piégeant le bâtiment et pris en otage le personnel.
Batman infiltre le bâtiment et voit le Joker tuer l'Électrocuteur en le précipitant du sommet des tours. Le justicier récupère ses gants et parvient à atteindre le sommet, où il retrouve Bane, seul assassin resté sur place car il avait prévu son arrivée. L'affrontement a lieu sur le toit de l'hôtel et est retransmis par les journaux. Alfred pense alors que Batman ne parviendra pas à vaincre Bane et appelle la police. Bane prend la fuite en hélicoptère d'où il tire une roquette qui explose et pousse le Joker dans le vide. Conformément à son code, Batman saute et le sauve avant de le donner à la police. Le Joker est dérouté par les actions de Batman, et une fois à Blackgate, confie à la jeune psychologue Harleen Quinzel sa joie d'avoir rencontré un tel adversaire.
De retour dans la Batcave, Alfred conjure Bruce Wayne d'abandonner sa croisade mais il refuse et repart infiltrer le repaire de Bane. Sur place, il découvre que Bane cherche un remède à sa dépendance au venin, qui altère sa mémoire, mais surtout qu'il a compris que Batman est Bruce Wayne. Quand il tente d'aller sauver son majordome, Firefly lance une attaque sur le pont de Gotham. Batman parvient à l'arrêter avec l'aide de Gordon, qui finit par reconnaître les intentions nobles du justicier. Mais pendant l'attaque, Bane a pris d'assaut la Batcave et blessé Alfred. Batman accourt et parvient à sauver la vie de son majordome en utilisant les gants de l'Électrocuteur comme défibrillateur.
Juste après, la police annonce que le Joker a pris le contrôle de Blackgate. Batman part donc pour la prison, mais ne sera pas seul : les quelques policiers intègres acceptent de lui prêter main-forte. Dans la prison, le Joker lance un ultimatum à Batman : tuer Bane ou laisser la chaise électrique sur laquelle il se trouve se charger et le tuer. Batman finit par utiliser ses gants électriques pour arrêter le cœur de Bane, ce qui ravit le Joker qui fuit pour déclencher l'explosion des bombes disséminées dans la ville. Batman fait alors repartir le cœur de Bane, qui, fou de rage, utilise une version du venin qui décuple sa puissance et sa rage. Bane perd finalement le combat, mais aussi la mémoire à cause de son exposition au stéroïde, oubliant ainsi le secret de Batman. Gordon assure les arrières de Batman pendant que celui-ci part affronter le Joker, qui tente de le persuader de le tuer ; Batman le terrasse mais ne l'achève pas.
Finalement, Gordon abandonne les charges contre Batman et accepte de l'assister dans sa croisade contre le crime dans la ville. Pendant le générique final, une interview radio est diffusée au cours de laquelle Quincy Sharp suggère que Blackgate n'est plus capable de contenir les criminels et que l'asile d'Arkham doit rouvrir. Après les crédits, Deathstroke, toujours à Blackgate, reçoit une invitation pour rejoindre la Task Force X.

## Système de jeu
Batman: Arkham Origins permet d'incarner Batman au sein d'un monde ouvert citadin dans lequel il peut circuler librement. Pour traverser la ville, il peut notamment planer ou s'aider de son grappin. Il est aussi possible de voyager en Bat-wing pour des déplacements plus rapides.
En écoutant la radio de la police, Batman peut connaître l'emplacement d'un crime en cours et choisir d'y mettre un terme ou non.
L'une des grandes nouveautés proposées par le jeu est la « Vision Détective ». Le joueur scanne un élément d'une scène survenue auparavant, ce qui permet de recréer une partie de l'événement virtuellement en trois dimensions. Libre de se déplacer dans la zone, le joueur peut avancer ou reculer la scène afin de découvrir d'autres indices permettant d'élucider le crime.
Le jeu introduit un système de voyage rapide permettant à Batman d'appeler à distance le Batwing pour le transporter vers d'autres zones précises de la carte. Pour se déplacer vers une zone, Batman doit dans un premier temps désactiver la tour ennemie présente en la piratant.

### Combats et furtivité
Batman Arkham Origins reprend dans les grandes lignes le système de combat de ses prédécesseurs. Axé sur la rapidité, il permet à Batman de contrer les coups de ses opposants, de sauter entre eux, ou bien encore de les étourdir avec sa cape. Batman peut combattre plusieurs ennemis à la fois, ce qui lui permet de réaliser des combos. Pour les vaincre plus rapidement, Batman peut achever les ennemis s'ils sont à terre.
Plusieurs pièces obligent le joueur à éliminer tous les ennemis présents afin de pouvoir poursuivre l'aventure. Durant ces séquences, l'approche furtive est mise en avant.
Batman dispose d'un large éventail de gadgets, certains étant disponibles dès le début du jeu tandis que d'autres requièrent d'avancer dans l'histoire ou de compléter certains objectifs.  La grande majorité des gadgets ont de multiples fonctions. Le batarang est capable d'étourdir temporairement les ennemis ou de déclencher des dispositifs à distance. La version télécommandée peut être dirigée une fois lancée. Le grappin permet de s'accrocher à des rebords afin de les atteindre tandis que le Bat-claw peut s'accrocher aux grilles de ventilation, aux vannes ou encore à d'autres objets environnementaux. Il est utilisable durant les combats et peut être amélioré afin d'arracher l’arme des mains d'un opposant.
Les balles fumigènes relâchent une fumée permettant d'échapper à plusieurs ennemis. Le séquenceur cryptographique est un appareil qui permet de pirater divers réseaux sans fil, les tours de communication ou encore les panneaux de porte. Le piratage nécessite de bouger les deux joysticks afin de former la bonne phrase servant de mot de passe. Le Batarang  sonique permet de distraire les ennemis grâce à une onde sonore et de désactiver les capteurs de rythme cardiaque des ennemis qui émet un son s'ils meurent.
Parmi les nouveaux gadgets, les gants électriques peuvent être utilisés durant le combat et servir pour interagir avec l'environnement, comme pour l'ouverture de portes ou l'alimentation de machines. Les grenades collantes permettent de coller les ennemis tandis qu'une version « cluster » permet de coller plusieurs ennemis entre eux. Ces premières peuvent également boucher les conduits de vapeur, former une sorte de radeau lorsqu'elles explosent sur de l'eau et être utilisées comme des mines. Le Concussion Detonator est capable, une fois lancé, de déboussoler les ennemis lors de l'impact. Le Disruptor permet de désactiver les brouilleurs électroniques, les serrures de porte, les armes à feu des ennemis ainsi que les tourelles. Le Remote Claw permet d'attacher une personne à un objet, deux personnes entre elles ou deux objets entre eux, afin de les faire se percuter. Il permet également d'accrocher un câble à certains endroits inaccessibles.

### Multijoueur
Le jeu introduit un mode multijoueur qui est absent des deux précédents volets.
Le mode met en scène au sein d'une carte une guerre de gangs entre trois sbires du Joker et trois autres de Bane, chaque groupe devant également faire face au duo Batman et Robin. Chaque personnage est contrôlé par un joueur. Les gangs doivent ramener à zéro le total de renforts potentiels de leurs adversaires et éliminer les derniers membres présents sur la carte lorsque cela est fait. Un gang perd un ticket de renfort chaque fois qu'un de ses membres est tué, mais les équipes peuvent infliger des dégâts supplémentaires au stock de tickets de renfort de leurs rivaux en capturant et en conservant une série d'emplacements répartis sur la carte. Un membre d'un gang peut devenir un boss, le Joker ou Bane, acquérant ainsi des capacités plus puissantes.
Parallèlement, Batman et Robin doivent éliminer les différents sbires afin d'augmenter leur niveau d'intimidation à un point tel que les deux gangs mettent fin aux combats et rentrent chez eux. Ils peuvent utiliser des gadgets et des capacités du jeu principal. Les héros bénéficient d'un bonus d'intimidation pour chaque élimination, les capitaines et les boss rapportant plus de points. Ils subissent également une lourde pénalité si l'un d'eux est tué et doit réapparaître, l'équipe les ayant tués peuvent faire réapparaître leurs membres, même s'ils n'ont plus de tickets.
Un nouveau mode, Hunter, Hunted, sort en décembre 2013 et offre la possibilité de voir s'affronter Batman, trois sbires de Bane et trois autres du Joker, sans la possibilité de faire réapparaître un joueur éliminé.

## Développement

### Annonce
En juillet 2012, Variety annonce que Warner Bros. Interactive Entertainment travaillerait sur le prochain jeu de la franchise Batman: Arkham. Basé sur l'Âge d'argent des comics et mettant en scène la première confrontation de Batman avec le Joker, le titre serait une prequelle des jeux Batman: Arkham Asylum et Batman: Arkham City de Rocksteady Studios, dont la date de sortie serait pour courant 2014.
En avril 2013, Batman: Arkham Origins est officiellement annoncé pour le 25 octobre 2013 sur Xbox 360, PlayStation 3, Windows et Wii U. Le jeu Batman: Arkham Origins Blackgate est également annoncé le même jour, le titre étant prévu à la même date de sortie sur Nintendo 3DS et PlayStation Vita.

### Conception
Le développement du jeu débute en juillet 2011.
D'après Sefton Hill, cofondateur de Rocksteady, un autre studio a été choisi étant donné le temps nécessaire pour le développement de Batman: Arkham Knight, ce qui aurait entraîné « une longue période sans jeu Arkham. ». WB Montréal a auparavant travaillé sur l'adaptation Wii U d’Arkham City. Les studios ont collaboré, Rocksteady s'assurant que les intrigues ne soient pas similaires à celles d’Arkham Knight, tout en apportant son aide pour l'utilisation du moteur Unreal Engine 3.
Scénariste des deux premiers volets de la franchise, Paul Dini déclare en août 2012 qu'il n'a pas été approché pour participer à l'écriture d'un potentiel troisième volet et qu'il lui a été conseillé d'accepter un autre travail si cela lui était proposé. L'histoire a été écrite par Dooma Wendschuh, Ryan Galletta et Corey May avec l'apport du scénariste de comics Geoff Johns,.
D'après Eric Holmes, le directeur de la création, les comics Legends of the Dark Knight et Batman: Year One ont servi comme sources d'inspiration. Bien que ce dernier influence le titre, le studio a décidé de mettre en scène le personnage durant sa deuxième année, comme l'explique Ben Mattes : « Une origine [comme] Year One semble merveilleuse sur le papier, excellente pour la narration. Mais lorsque vous jouez au jeu, vous voulez commencer dans un endroit stimulant, vous voulez immédiatement vous sentir comme si vous aviez certaines compétences. Cela est particulièrement vrai si le dernier jeu auquel vous avez joué était Arkham City, où vous êtes un maître du combat, et puis tout d'un coup, nous disons que vous devez apprendre à marcher avant de vous laisser vous amuser à nouveau »,.
Le comportement de Batman est différent de celui des deux précédents jeux, étant décrit ici comme un personnage impétueux, impulsif, et moins raffiné, loin du maître stratège qu'il est amené à devenir. Pour souligner le mystère et la peur suscités par Batman qui en est au début de sa carrière, le directeur artistique Jeremy Price et l'équipe de conception ont utilisé des silhouettes et un éclairage discret reprenant celui du genre film noir pour rendre le personnage plus imposant. Le nom « Batman » est utilisé avec parcimonie dans ce jeu pour souligner son statut de légende urbaine et le manque de compréhension du personnage.
Holmes reconnaît que Black Mask n'est pas aussi connu que certains des autres méchants de Batman et que le studio avait du travailler pour le rendre intéressant et effrayant. Il est considéré comme un antagoniste approprié pour le début de la carrière de Batman en raison de son caractère pragmatique, loin des super-méchants névrotiques et excentriques que Batman n'a pas encore rencontré. Les assassins sélectionnés pour le jeu ont été choisis pour leurs capacités à remettre en question les mécaniques du jeu. Les combats de boss ont été inspirés par celui d’Arkham City contre M. Freeze, qui demandait aux joueurs d'explorer plusieurs stratégies liées à l'environnement ainsi qu'aux gadgets afin de le défaire. Deathstroke par exemple, est décrit comme le combattant idéal pour les combats au corps à corps, notamment pour les contres. Il est interprété par le comédien Mark Rolston qui n'est pas étranger à l'univers de DC Comics, puisqu'il est l'interprète de Firefly dans le DC Animated Universe (1998-2003) ainsi que de Lex Luthor dans la série d'animation Young Justice (2010-2022) et le jeu de combat Injustice: Gods Among Us (2013),,. L'équipe a décidé de faire de Copperhead une femme avec la contribution de Johns et de plusieurs concepts artistes. Le personnage contorsionniste a nécessité trois actrices pour la capture de mouvement : une cascadeuse, une artiste du Cirque du Soleil et une artiste d'art martial. De plus, cette version du personnage a ensuite été ajoutée à The New 52 qui sert de renouveau pour l'univers DC Comics.
Les scènes de crime utilisant la « Vision Détective » ont été conçues pour être des segments brefs, visuellement enrichissants et amusants, plutôt que des défis exigeants. Les concepteurs ont travaillé sur la durée de chaque scène, et ont décidé qu'elles devaient tenir entre deux à trois minutes. Le projet de mettre en place une météo dynamique modifiant le gameplay, impactant la réduction de la visibilité à cause de la neige par exemple, a été abandonné lorsque le studio s'est rendu compte que le temps de production restant n'était pas suffisant pour qu'il soit de qualité.
Le 20 mai 2013, Roger Craig Smith et Troy Baker ont été annoncés pour prêter leurs voix à Batman et au Joker, succédant ainsi à Kevin Conroy et Mark Hamill,. Déjà à l'oeuvre dans le DC Animated Universe, CCH Pounder revient interpréter Amanda Waller tandis que Robert Costanzo prête de nouveau sa voix à l'inspecteur Harvey Bullock,.
En juillet, un mode multijoueur encore inédit pour la franchise est annoncé. Il est développé par le studio britannique Splash Damage et n'est pas présent dans la version Wii U, l'équipe souhaitant se concentrer sur les plates-formes ayant le plus grand public multijoueur.

### Musique
La musique d’Arkham Origins est composée par Christopher Drake (en) qui succède au duo formé par Ron Fish et Nick Arundel qui était à l'œuvre pour les deux premiers volets. Habitué des productions DC Comics, il a notamment travaillé sur le film The Dark Knight Returns .
Le compositeur a été partiellement inspiré par le film d'action de Die Hard qui se déroule également à Noël et qui utilise des sons de cloches de Noël pour ponctuer des moments spécifiques. Drake déclare en octobre 2013 : « ce Batman est plus jeune, pas aussi raffiné dans ses compétences, et n'a pas la capacité d'exploiter la colère et la vengeance. Notre directeur du jeu, Eric Holmes, voulait que la musique reflète cela. Je considère les partitions de Nick Arundel comme très élégantes et traditionnelles, représentant un Batman plus âgé et pleinement formé qui a mérité le titre de « maître détective ». Ma partition représente un Batman plus jeune, plus rapide, plus brutal et violent. La musique évolue, du début du jeu [où elle est] plus électronique vers une musique orchestrale plus traditionnelle vers la fin alors que Batman doit apprendre et gagner le titre du « Plus grand détective du monde » »,.

## Commercialisation

### Sortie
Batman : Arkham Origins est sorti dans le monde entier le 25 octobre 2013 sur PlayStation 3, Wii U, Windows et Xbox 360. Une semaine avant sa sortie prévue en Europe, la version Wii U et la version physique Windows ont été retardées au 8 novembre.

### Dérivés
Un jeu compagnon, Batman: Arkham Origins Blackgate, est sorti sur Nintendo 3DS et PlayStation Vita. Un jeu dérivé beat 'em up, également intitulé Batman: Arkham Origins (en), sort respectivement sur iOS et Android le 16 octobre 2013 et le 25 juillet 2014,. Le titre est développé par NetherRealm Studios.

### Contenus additionnels

#### Cartes défis et apparences
En précommandant le jeu, les joueurs ont la possibilité de jouer le personnage de Deathstroke sur toutes les cartes défis, celui-ci ayant ses propres armes et mouvements. Le contenu apporte également deux nouvelles cartes pour le mode. De plus, le personnage se voit attribuer deux nouvelles apparences, une provenant du jeu Injustice: Gods Among Us et une autre provenant de l'arc The Judas Contract du comics Teen Titans.
Un certain nombre de tenues alternatives pour Batman et Robin ont été mises à disposition en accomplissant des tâches dans le jeu et également en tant que contenu téléchargeable. Les costumes New 52, Dark Knight, Noel, Injustice et Blackest Night sont disponibles suivant les actions du joueur. Le costume One Million requiert de s'enregistrer avec son compte Warner Bros.
Le season pass permet de débloquer les costumes Brightest Day et Gotham by Gaslight. Le pass permet également d'avoir accès aux contenus New Millenium Pack et Infinite Earths Pack. Le premier contient le costume de 1939, celui de Red Son, Noel, New 52, Blackest Night et de Tim Drake / Robin période  One Year Later (en), tandis que le second contenu permet d'arborer les costumes Earth-2 Bruce Wayne, Un Long Halloween, Earth-2 New, Batman Thrillkiller, Knight of the Round Table et la tenue classique de Robin,.
Le Knightfall Pack ajouté le costume de la série Batman de 1966 et celui de Batman: Knightfall en plus d'ajouter 5 nouvelles cartes défis. Quant au contenu Batman Legends Pack, il inclut les costumes des univers Long Halloween, Batman ThrillKiller, Batman Earth 2, Batman: Dark Knight of the Round Table.
Sorti en novembre 2013, le pack Black Mask Challenge apporte deux nouvelles cartes de defis.
Bruce Wayne est jouable dans le pack Initiation qui sort le 3 décembre 2013. Le pack contient cinq cartes de défis ainsi que deux apparences, « Initiation Bruce Wayne » et  « Vigilante Bruce Wayne ». Proposant de la narration afin d'expliquer le cadre, le contenu montre Bruce Wayne avant qu'il ne devienne Batman, période durant laquelle il s'entraîne sous la direction de son mentor ninjutsu Kirigi.
Sorti en novembre 2013, le pack Black Mask Challenge apporte deux nouvelles cartes de defis.

#### Cold, Cold Heart
Le contenu narratif Cold, Cold Heart sort le 22 avril 2014.
L'histoire se déroule durant le réveillon du jour de l'An et se base en partie sur l'épisode Heart of Ice de la série d'animation Batman de 1992, montrant notamment les origines de Mr. Freeze, de nouveau interprété par Maurice LaMarche,,.

## Accueil
Batman: Arkham Origins a reçu de bonnes critiques, même si elles s'accordent à dire que les studios de Warner Montreal se sont reposés sur le travail de Rocksteady sur Arkham City et ne proposent que peu de nouveautés dans le gameplay et d'originalité dans le scénario,,,,. Kotaku explique qu'il s'agit plus d'un épisode supplémentaire pour la série, plutôt que d'un épisode transformateur.
Le multijoueur a été vivement critiqué, Polygon le qualifiant de l'un des ajouts multijoueurs les moins nécessaires à une expérience typiquement solo. Le gameplay a été décrit comme un jeu de tir médiocre, pas adapté pour l'usage des armes à feu par ses méchants et avec un mauvais contrôle des mouvements
,,. GameSpot explique que la mauvaise précision des armes et la faible endurance des voyous leur donnaient un aspect faible et incompétent, tandis que jouer les héros donnait l'impression d'incarner des imposteurs à cause du manque de rythme et d'impact lors des combats.
Les critiques s'accordent à dire que les combats de boss constituent un domaine d'amélioration par rapport aux précédents volets, car ils proposent des conflits dynamiques tout en apportant des éléments d'histoires,.

## Postérité

### Suites
Arkham Origins est le troisième volet vidéo-ludique principal de la franchise Batman: Arkham composée de plusieurs suites, dérivés et comics. La scène post-générique du titre sert d'introduction à l'équipe de super-vilains Suicide Squad, qui est mise en avant dans le film d'animation Batman : Assaut sur Arkham sorti en 2014, puis dans le jeu dérivé Suicide Squad: Kill the Justice League sorti en février 2024 mais développé par Rocksteady Studios,.
Parallèlement, Rocksteady Studios développe également la suite narrative d‘Arkham City, à savoir Batman: Arkham Knight, qui est sortie en juin 2015 et qui constitue le chapitre final de la série principale.
En 2024 sort sur Meta Quest 3 (en) le jeu de réalité virtuelle Batman: Arkham Shadow (en) dont les évènements se déroulent six mois après ceux du jeu.